# Christoffer Bengtsberg
Christoffer Bengtsberg, född 1 november 1989, är en svensk ishockeymålvakt som spelar för Lillehammer IK i Get-ligaen. Bengtsberg spelade för AIK Hockey och Spånga IS. Han studerade sedan vid HV71:s idrottsgymnasium i Jönköping.

## Klubbar
- AIK Hockey
- Spånga IS Moderklubb
- HV71:s J20 SuperElit-lag 2005-2008
- HV71 2008-2010
- Växjö Lakers Hockey 2008-2009 (lån), 2010-2011
- Troja Ljungby 2009-2010 (lån), 2012-2014
- Rødorve Mighty Bulls 2010-2011 (lån)
- Mora IK 2011-2012
- Stjernen 2012
- Almtuna IS 2014-2015
- Huddinge IK 2014 (lån)
- Södertälje SK 2015-